# Ayelet Menahemi
Ayelet Menahemi (nacida en Tel Aviv; el 16 de diciembre de 1963) es una directora de cine, productora, guionista, montajista y actriz israelí.

## Vida y obras
Menahemi nació en Tel Aviv en 1963. Estudió en la Escuela de Artes Escénicas y Cinematográficas Beit Zvi, donde se graduó con honores en 1985.
En 1986, dirigió Crows, a la que siguieron The Skippers 3 (1991) y Tel Aviv Stories (1992).
Otras películas dirigidas por Menahemi son It's About Time (2001), El pequeño tallarín (2007) y Siete bendiciones (2023), película que fue seleccionada como la candidata israelí a la mejor película internacional en los Premios Óscar 2024. A su vez también actuó en Ben Gurion Airport (1997). El trabajo de Menahemi incluye también numerosos anuncios de televisión, cortometrajes de ficción, documentales y vídeos musicales.
En 1995, junto con Eilona Ariel, creó la productora Karuna Films. Entre las películas que Menahemi y Ariel han producido y dirigido juntas se encuentra Doing Time, Doing Vipassana (1997), un documental que "rastrea los efectos de una antigua forma de meditación budista en una comunidad de hombres dentro de una prisión india".

## Filmografía
- Crows (1988)
- The Skippers 3 (1991)
- Tel Aviv Stories (1992)
- Doing Time, Doing Vipassana (1997)
- It's About Time (2001)
- El pequeño tallarín (2007)
- Siete bendiciones (2023)